# أدريان راموس دي لا توري
أدريان راموس دي لا توري (بالإسبانية: Adrián Ramos de la Torre)‏ (30 ديسمبر 1995 في المكسيك - ) هو لاعب كرة قدم مكسيكي في مركز الوسط.

## وصلات خارجية
- أدريان راموس دي لا توري على موقع قاعدة بيانات كرة القدم.إي يو (الإنجليزية)
- أدريان راموس دي لا توري على موقع AS.com (الإسبانية)